# Pluvialis apricaria

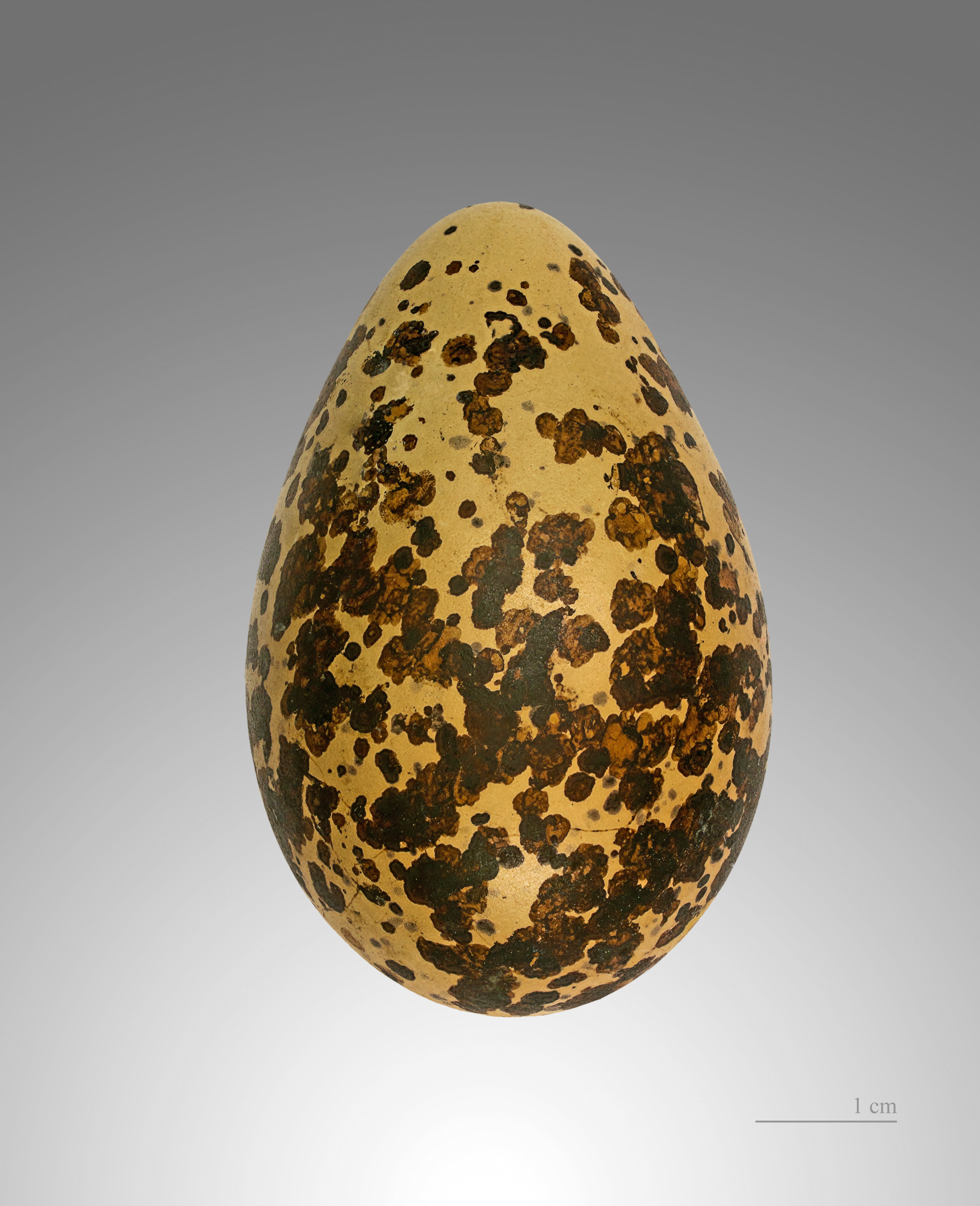
Pluvialis apricaria

Pluvialis apricaria là một loài chim trong họ Charadriidae.
Loài này giống hai loài choi choi vàng khác: choi choi vàng Mỹ (pluvialis dominica, và choi choi vàng (pluvialis fulva).